# 主降生斋期
主降生斋期又称圣诞斋期，根据正教会历法，开始于旧儒略历十一月的第十五天，结束于十二月二十四日至二十五日零时。(对于采用了儒略改革历的正教会，是从公历11月15日至12月24日)天主教中的将临期与正教会的主降斋类似。根据拜占庭礼，该斋期持续四十天而非罗马礼及安博礼的四周或六周。该斋期的主题是光荣道成肉身而非天主教会侧重的耶稣降生及耶稣再临。因为紧跟在圣斐理伯(11月14日)节庆之后，有时也称该斋期为斐理伯斋期。
仍采用旧儒略历的俄罗斯正教会、塞尔维亚正教会、格鲁吉亚正教会、乌克兰正教会、马其顿正教会、阿索斯山及耶路撒冷牧首区，主降生斋期则是与11月28日方才开始，于旧儒略历正好是11月15日。

## 斋戒
主降生斋期期间，正教会成员应自愿地戒除下列食物的进食。
- 肉类
- 蛋
- 奶
- 乳酪
- 黄油
- 动物